# Exacum paucisquamum
Exacum paucisquamum är en gentianaväxtart som först beskrevs av Charles Baron Clarke, och fick sitt nu gällande namn av Klack.. Exacum paucisquamum ingår i släktet Exacum och familjen gentianaväxter. Inga underarter finns listade i Catalogue of Life.